# Circleville, Ohio
Circleville là một thành phố thuộc quận Pickaway, tiểu bang Ohio, Hoa Kỳ. Năm 2010, dân số của thành phố này là 13314 người.

## Dân số
- Dân số năm 2000: 13485 người.
- Dân số năm 2010: 13314 người.